# Беєрит (скульптурна суміш)
Беєрит — скульптурний матеріал, винайдений скульптором Гербертом Беєром.

## Склад
Беєрит складається зі 100 частин мармурового пилу, 10-25 частин скляного порошку, 5-10 частин перетвореного на порошок просіяного вапна, розчиненого в рідкому склі.

## Характеристики
У зламах беєрит — кристалічної будови, відрізняється досить великою твердістю. Відлита у форму маса твердне вже через 1 годину і тільки в рідкісних випадках вимагає подальшої обробки.

## Застосування
Придатний як для найменших виливків, так і для виливків найбільших розмірів, передає контури і лінії з такою точністю, який ніколи не можна досягти, використовуючи гіпс. Поверхня виливків, яку можна також полірувати, чисто біла і відрізняється майже таким же блиском і світловими рефлексами, як природний мармур. Особливо гарна ця маса для відливання статуй, даючи, як і мармур, враження м'якості і життєвості, завдяки грі світла і тіней.